# Њукирк (Оклахома)
Њукирк (енгл. Newkirk) град је у америчкој савезној држави Оклахома.

## Демографија
По попису из 2010. године број становника је 2.317, што је 74 (3,3%) становника више него 2000. године.
| Група             | 2000.         | 2010.         |
| Белци             | 1.860 (82,9%) | 1.815 (78,3%) |
| Афроамериканци    | 27 (1,2%)     | 34 (1,5%)     |
| Азијати           | 3 (0,1%)      | 5 (0,2%)      |
| Хиспаноамериканци | 47 (2,1%)     | 89 (3,8%)     |
| Укупно            | 2.243         | 2.317         |